# Adela Galiana
Adela Galiana Albaladejo, también conocida como Adela Galiana de Osterman (Torrevieja, 10 de julio de 1825 - Madrid) fue una escritora, dramaturga, poeta y articulista española.

## Biografía
Nació en Torrevieja, el 10 de julio de 1825.
Cuando Adela tan sólo tenía cuatro años su padre, José Galiana Tarancón, comerciante y primer alcalde de Torrevieja durante un breve periodo de tiempo (7 de julio a 14 de diciembre de 1830), fue detenido y enviado al castillo de Galeras de Cartagena, no gozando por ello de una educación acabada. Pronto sobresalió en ella su afán a la lectura, lo que le indujo a escribir sus propias obras, destacando desde muy temprana edad por sus composiciones, tanto en prosa como en verso.
En 1850 se casó en Torrevieja con Atenógenes Sánchez Barceló, del que pronto enviudó.
En 1861 publica, en Valencia, su primera obra: El hombre y su corazón: descripción sucinta de las épocas de su vida, que se editó y se imprimió en los talleres de la librería de Juan Mariana y Sanz, y salió a la venta al precio de dos reales.
Quedó viuda y volvió a contraer nuevo matrimonio entre 1861 y 1865, año en el que publicó en Barcelona, en el establecimiento tipográfico de Narciso Ramírez, su obra El consejero de los niños, con el nombre de Adela Galiana de Osterman, apellido de su segundo esposo, el militar Saturnino Osterman y Pérez Caballero; libro que fue muy célebre, llegando a emplearse como manual escolar.
Como dramaturga sólo se conoce una obra, Los dos gemelos, drama en verso y compuesto por tres actos y seis cuadros, cuya redacción se concluyó en Valencia el día 6 de mayo de 1861. En esta obra se reflejan todos los tópicos comunes del teatro social del siglo XIX, en que se refleja de manera clara el proceso de transformación de una sociedad aristocrática a una sociedad burguesa emergente. Adela Galiana juega en la obra con los desconciertos y malentendidos derivados de la confusión de identidades, de la usurpación de personalidades, del descubrimiento impactante de los orígenes hasta entonces ocultos de algún personaje y, en definitiva, con todos los artificios teatrales que son típicos a la hora de aprovechar en las tablas los mencionados conflictos sociales, queriendo representar quizás su propio origen humilde -su abuelo paterno, herrero, y, el materno, jornalero- y la incipiente transformación social en la entonces pequeña población de Torrevieja.
El guerrero español, obra que dedicó al ejército y marina españoles, apuntando en algunos poemas opiniones nacionalistas -posiblemente influenciada por la carrera militar de su esposo- y Un recuerdo de la guerra de África, tachando a los moros de infieles y exaltando al ejército español, las publicó en 1870. Los versos, escritos durante la contienda, procuran espolear el valor y el arrojo contra el enemigo. En esos años vivía en Madrid, y el folleto, editado en la imprenta de R. Vicente, está escrito en prosa con una poesía al final, y se vendía al precio de cuatro reales.
También en este año de 1870 se posiciona en contra de la instauración en el trono de Amadeo de Saboya, a través de su artículo Despierta España, publicado en El Combate, n.º 47, 17 de diciembre de 1870.
Unos años más adelante, en 1881, estuvo en busca y captura por estafa. Se la describe como de estatura regular y vestida decentemente, de 53 años de edad, y en paradero desconocido.
En 1883 publica en Madrid la obra La corona de la juventud. Obra dedicada a S.A.R. la serenísima señora Princesa de Asturias, doña María de las Mercedes, que se imprimió en la tipografía de M. P. Montoya. Este libro fue aprobado para texto en las escuelas. Publica, por aquel entonces, algunos artículos en la prensa madrileña.
Queda constancia de que el 20 de diciembre de 1885 fue recibida por la reina Isabel II con motivo de unas poesías dedicadas a la memoria del difunto rey D. Alfonso XII, y el 22 del mismo mes por la infanta Isabel, que al parecer brinda su apoyo a Adela para futuras publicaciones. Por la noticia aparecida en prensa sabemos que Adela era viuda por segunda vez en ese momento.
En las últimas décadas del siglo XIX colaboró con frecuencia en el diario La Correspondencia Alicantina con amenos artículos literarios, así como noticias y cuentos en distintas publicaciones de Madrid, dando a conocer no pocos artículos recreativos con alguna que otra poesía de distinto género y metro. En 1887, escribió algunos trabajos literarios y poéticos en el periódico La Opinión de Torrevieja, donde publicó su último artículo conocido en febrero de 1888; es un sentido obituario dedicado a su sobrino Pedro García Ibáñez, fallecido a los 24 años.
Sus obras reflejan un gran gusto literario: conoce nuestros clásicos antiguos y modernos y rima con gran soltura y elegancia; sus versos son rotundos y sonoros y demuestra en ellos una más que mediana inspiración.

## Obra
Como escritora, merecen especial mención sus obras:
- 1861. El hombre y su corazón: descripción sucinta de las épocas de su vida
- 1861. Los dos gemelos
- 1865. El consejero de los niños
- 1870. El guerrero español
- 1870. Un recuerdo de la guerra de África
- 1883. La corona de la juventud. Obra dedicada a S.A.R. la serenísima señora Princesa de Asturias, doña María de las Mercedes